# Dinu Kivu

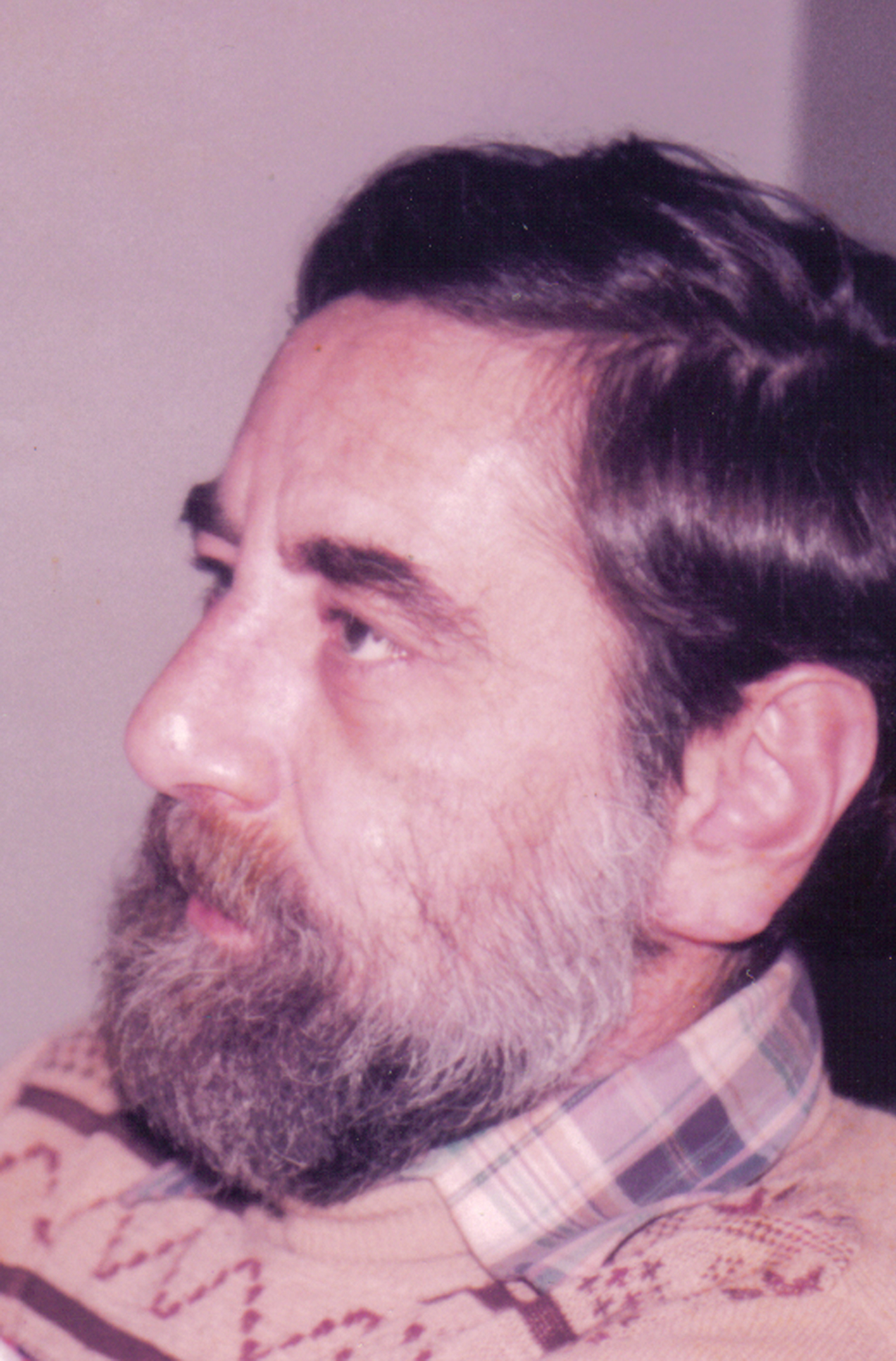

Dinu Kivu (născut Adrian Constantin Kivu, 17 noiembrie 1942, Focșani – d. 31 august 1989 București), a fost unul dintre cei mai importanți critici români de teatru și film din anii ’70 și ’80.

## Biografie
Adrian Constantin Kivu este descendentul unei vechi familii vrâncene. A fost fiul lui Ion Mihaiu Kivu și al Ruxandrei Maria Kivu (n. Țiroiu). Bunicul matern, Vasile Țiroiu (1890-1976), a fost magistrat și prefect liberal al județului Putna, iar cel patern, Constantin I. Kivu (1879-1922), era descendentul unui șir de magistrați focșǎneni.
Din cauza persecuțiilor politice la care a fost supusǎ familia sa, a urmat școala generalǎ în diverse orașe (Brașov, Roman), înainte de a se stabili la București. Studiile liceale le-a fǎcut la Liceul „Nicolae Bǎlcescu” și la Liceul „Tudor Vladimirescu”. A urmat apoi Facultatea de Limba și Literatura Românǎ a Universitǎții București (1960-1965), unde a activat în cadrul Cenaclului „Junimea”, fiind remarcat de cǎtre profesorul și jurnalistul George Ivașcu, care l-a încurajat și ajutat sǎ debuteze în publicisticǎ. Tot din aceastǎ perioadǎ dateazǎ primele sale preocupǎri pentru arta cinematograficǎ, materializate prin înscrierea în Cineclubul studențesc condus de operatorul Sergiu Huzum. Aici a realizat un scurt-metraj intitulat „M-a trimis mama la piațǎ” (pelicula s-a pierdut).
Imediat dupǎ absolvirea Facultǎții (cu o tezǎ despre Mateiu I. Caragiale), a fost angajat ca redactor la Viața studențeascǎ (1965), apoi la nou-înființata revistǎ Amfiteatru (redactor-șef, Ion Băieșu), unde a coordonat paginile de teatru și film. A trecut, în 1968, la revista Contemporanul, unde – până la prematura sa dispariție – a publicat sute de cronici de teatru, alǎturându-și sǎptǎmânal semnǎtura unor nume prestigioase, precum Ana Blandiana, Călin Căliman, Radu Cosașu, Gelu Ionescu, Laurențiu Ulici, Aurel Bǎdescu, Luminița Vartolomei (viitoarea lui soție).
Dupǎ Tezele din iulie și înlocuirea lui George Ivașcu la conducerea revistei cu Constantin Mitea (15 octombrie 1971), orientarea Contemporanului a devenit tot mai pronunțat ideologicǎ, iar Dinu Kivu a fost nevoit sǎ pǎrǎseascǎ redacția, rămânând doar colaboratorul ei permanent. În această perioadă de șomaj efectiv, a fost pentru scurtă vreme secretar literar, mai întâi la Teatrul „Giulești” și apoi la Teatrul „Ion Vasilescu”.
A fost cǎsǎtorit cu muzicologul și criticul muzical Luminița Vartolomei Kivu (n. 1945) și au avut doi fii: Andrei Kivu (n. 1970, violoncelist, stabilit la Paris) și Ionuț Kivu (n. 1980, actor la Teatrul „Odeon”). A încetat din viațǎ la 31 august 1989, rǎpus de un cancer pulmonar.

## Activitatea publicisticǎ
Debutul sǎu a avut loc în timpul studenției, cu o cronicǎ de carte în Gazeta literară (1964). În continuare a scris mai ales criticǎ de teatru; de-a lungul a 25 de ani a publicat peste 1000 de articole, cele mai multe în revistele Contemporanul și Teatrul, textele sale constituindu-se într-o veritabilǎ cronicǎ a fenomenului teatral românesc din respectivul sfert de secol.
A publicat studiul Tineretul și cinematograful la Editura „Iskustvo” (Moscova). A scris prefețele volumelor lui Teodor Mazilu, Ion Băieșu și Tudor Popescu, din seria „Teatru comentat” a Editurii Eminescu.
În 1968 a publicat la Editura Meridiane, împreunǎ cu bunicul sǎu, Vasile Țiroiu, ghidul de drumeție Cǎlǎtorind prin Vrancea.
A scris și piese de teatru: scenariul radiofonic Râul, noaptea (Radio Iași, 1968), Să vorbim despre dragoste (în colaborare cu Angela Bocancea, Teatrul „Maria Filotti” din Brăila, 1973, regia Mircea Crețu), Iubirea ta e o închisoare (Teatrul „Maria Filotti” din Brăila, stagiunea 1975-1976, regia Mircea Crețu), dramatizarea Surâsul Hiroshimei (după Eugen Jebeleanu, Teatrul „Țăndărică” din București, 1986, regia Cristian Pepino), dramatizarea Unchiul Vanea (după Anton Pavlovici Cehov, Teatrul „Victor Ion Popa” din Bârlad, 1988, regia Bogdan Ulmu).
A fost membru al Fondului literar al Uniunii Scriitorilor, al Asociației oamenilor de artǎ din instituțiile teatrale și muzicale (ATM) al Asociației Cineaștilor din România (ACIN) și al Asociației internaționale a criticilor de teatru (IATC).

## Opere publicate

### Antologii postume
- Teatrul, la timpul prezent – Editura Eminescu, 1993
- Rezistența prin teatru (ediție îngrijitǎ de Ionuț Kivu și Luminița Vartolomei)
  - Vol. 1, Editura Tracus Arte, 2009
  - Vol. 2, Editura Muzicalǎ, 2011
  - Vol. 3, Editura Muzicalǎ, 2012
  - Vol. 4, Editura Muzicalǎ, 2013
  - Vol. 5, Editura Muzicalǎ, 2014
  - Vol. 6 (Ucenicia cronicarului), Editura Muzicalǎ, 2014

### Articole disponibile online
- Revista Teatru: http://www.cimec.ro/teatre/revista/default.htm#K Arhivat în 5 februarie 2015, la Wayback Machine.
- AaRC - Revistă online editată de Uniunea Cineaștilor din România: http://aarc.ro/newcritici/view/9037 Arhivat în 5 februarie 2016, la Wayback Machine.
- Dicționarul Multimedia al Teatrului Românesc: https://www.dmtr.ro/artist/kivu-dinu/

### Volum antum
- Cǎlǎtorind prin Vrancea (coautor: Vasile Țiroiu) – Editura Meridiane, 1968